# Herb powiatu legionowskiego
Herb powiatu legionowskiego – jeden z symboli powiatu legionowskiego, autorstwa Grzegorza Kubalskiego i Bohdana Wróblewskiego.

## Wygląd i symbolika
Herb przedstawia na tarczy w polu błękitnym srebrny orzeł według wzoru orła używanego na czapkach I Brygady Legionów między srebrnym pastorałem ze złotą krzywaśnią w słup z prawej i srebrnym mieczem ze złotą rękojeścią w słup ostrzem w dół z lewej. Orzeł nawiązuje do pochodzenia nazwy powiatu oraz herbu Legionowa, natomiast pastorał i miecz symbolizują władzę kościelną i książęcą na terenach poszczególnych gmin (odpowiednio: Jabłonna i Wieliszew, Nieporęt i Serock).